# Blatten bei Naters
Blatten bei Naters ist ein Bergdorf, das zur Gemeinde Naters im Schweizer Kanton Wallis gehört.

## Geographie
Das Dorf liegt auf 1300 m. ü. M. in der Tourismusregion Naters-Blatten-Belalp-Aletsch am 23 Kilometer langen Aletschgletscher. Im Sommer ist die Region bekannt für das milde, windgeschützte Klima, im  Winter bekanntes Skigebiet (Belalp). Von Blatten führen zwei Bahnen in V-Auslegung auf die Belalp, eine Gondel- sowie eine Pendelbahn. In Blatten befindet sich der Eingang zur Massaschlucht.

## Sehenswürdigkeiten
- Haus Walpen, Architekt: Gion A. Caminada. Baujahr: 2002[1]
- Massaschlucht[2] des Giessbach Massa[3]
- Hügel Blind Bärgji und Wanderweg, welcher Blatten und Naters verbindet und durch das Blind Tälli führt.